# Историография истории СССР
Историография истории СССР — совокупность исследований в исторической науке, посвящённых истории Советского Союза. Историография изучает как весь СССР в целом, так и отдельные его сферы, причины и факторы, влияющие на события советской действительности, их ход и следствия, отображение этих событий в самой исторической науке, развитие в исторической науке понятий и представлений, связанных с СССР.

## Советская историография истории СССР
Советская историография истории Советского Союза до середины 1980-х годов объединялась ключевой идеей того, что после 1917 года в СССР строилось передовое, самое прогрессивное в мире общество, называвшееся социализмом. Социализм закономерно пришёл на смену капитализму, пройдя в своём развитии стадии от становления до «советского общенародного государства» и «развитого социализма». Согласно советской историографии, этот путь оказался чрезвычайно тяжёлым в условиях отсутствия опыта строительства такого общества и враждебного империалистического окружения (при Сталине, Хрущёве, и особенно активно при Горбачёве признавались и ошибки ряда высших руководителей). Путь этот был сопряжён с немалыми жертвами, но в отличие от большинства направлений современной историографии источником этих жертв назывались прежде всего объективные внешние обстоятельства (империалистическая угроза).
Все основные решения власти объявлялись необходимыми (например, коллективизация) или вынужденными (продразвёрстка), но в любом случае исторически целесообразными. Негативные аспекты советской истории или замалчивались, или получали объяснение в соответствии с логикой классовой борьбы, в соответствии с которой бывшие эксплуататорские классы не могли отдать власть и собственность трудящимся без сопротивления.
Во время «великих строек социализма» в Советском Союзе не скрывали уровень технической помощи Запада. По разным оценкам в начале 1930-х годов в СССР жило приблизительно 20 тысяч иностранных специалистов из индустриальных стран Запада, которые обеспечивали исполнение индустриализации. Однако когда крупная промышленность была построена и Советский Союз вышел на второе место в мире по промышленному производству, история индустриализации подверглась искажению. Согласно советской интерпретации успехи «великих строек» были обеспечены героизмом рабочего класса, вооруженного тачкой и лопатой, и перераспределением ресурсов. Фактическая история индустриализации отличалась от советской интерпретации.
Советская история рассматривалась в аспекте взаимодействия базиса и надстройки, в котором первый играл решающую роль. Поэтому развитие культуры, идеологии, законодательства и других сфер общества рассматривалось как следствие определённого уровня развития социалистических производительных сил в единстве последних с производственными отношениями.
В развитии советского общества признавались и противоречия, которые в отличие от эксплуататорских обществ характеризовались как неантагонистические, имеющие временный характер. В начавшихся с середины 1980-х годов горбачёвских реформах советская историография не сразу рассмотрела нечто большее, чем просто очередной этап социалистических преобразований. Неготовность советской исторической науки к возможности крушения социалистического строя в СССР привела исследователей отечественной истории к ситуации теоретического и методологического кризиса.

## Зарубежная историография СССР
Развитие зарубежной советологии до распада СССР можно разделить на четыре этапа:
- 1917 — начало 1940-х годов;
- 1940-е — середина 1960-х годов;
- середина 1960-х — середина 1980-х годов;
- середина 1980-х — 1991 год[3];

Хотя в 1917—1930-е годы советология как полноценное направление исследований ещё не сложилась, этот период можно считать зачаточным. В связи с Октябрьской революцией интерес к Советской России резко возрос в западных странах. При этом, историей России в США практически не интересовались.
В эти годы интерес западной общественности к России удовлетворялся в основном русскими эмигрантами, вольно или невольно покинувшими страну в годы Гражданской войны, а также попавшими на Запад позднее. Именно они первое время были основными проводниками информации о России для западных исследователей. Помимо них, в этот период среди западных авторов, преобладали журналисты и специалисты технического профиля, работавшие некоторое время в Советской России, писатели и общественные деятели, занимавшие «левые» позиции политического спектра, члены профсоюзных делегаций, посещавшие Россию с дружественными визитами, а также «разочаровавшиеся в России» деятели международного социалистического и рабочего движения.
В самом начале 1920-х годов в США начался активный сбор документов и литературы по истории России, был создан Гуверовский институт войны, революции и мира. Американцы начали активно заниматься изучением истории России, а уже ближе к 1930-м годам и истории Советской России. Первоначально их основным конкурентом на этом поприще была Великобритания, которая, однако, имела к России в большей степени академический интерес. Для США же формировавшийся Советский Союз представлял не только историко-академический, но и стратегический интерес как режим, принципиально противостоящий капитализму. Поэтому американские исследования России были гораздо больше ориентированы на современные события и события недавнего прошлого.
В 1920-е годы среди исследователей не было единой позиции в оценке нового государства, образовавшегося на месте Российской Империи. Замешательство вызывала в том числе политика НЭПа, которая резко расходилась с новой идеологией страны. Кроме того, попытки изучения современных событий были затруднены острым недостатком документов и сведений. Основными источниками информации были свидетельства эмигрантов и материалы официальной советской прессы.
Уже на первом этапе американская русистика советского периода была серьёзно политизирована, что ещё больше снижало объективность оценки событий в стране, возможность изучения которой и так была затруднена ввиду недостатка данных. Кроме того, в этот период большой вклад в развитие данного направления исследований на Западе внесли сами русские иммигранты-экономисты, социологи и историки, которые активно изучали трансформацию советского общества и государства.
Наконец, американские исследования вплоть до второй половины 1940-х годов практически не получали финансирования. Ситуация изменилась только с окончанием Второй мировой войны, когда в американской политике возник спрос на противодействие новому идеологическому противнику. С этого момента дальнейшая история советологии была связана, главным образом, с американскими исследованиями.

### «Тоталитарный» этап советологии (1940—1960-е годы)
Во второй половине 1940-х — 1960-х годов советология переживала своё полноценное становление, центром которого были США. Проблемы финансирования уже не стояло, так как теперь эта область исследований была для государства приоритетной. При этом, исследователи столкнулись с серьёзной сложностью: изучение СССР должно было быть междисциплинарным, включающим не только историю, но и экономику, социологию, политологию и даже географию. Кроме того, трудно было сохранять академическую непредвзятость, так как это были исследования, во-первых, современных событий, а во-вторых, в капиталистических США многие исследователи выполняли правительственный заказ на исследования, при этом сами являясь ярыми антикоммунистами. Такая политизация поставила под вопрос саму научность советологии.
Именно на этом этапе сформировался первый комплексный теоретический подход к изучению СССР — тоталитарная школа советологии. Согласно ей, исследователи признавали безусловно тоталитарный характер советского государства, тоталитарность самого способа его создания и функционирования в целом. В рамках этой теории также подчёркивалось, что данный режим не имел реальной широкой поддержки в народе, даже в момент его установления (то есть Октябрьской революции). Во времена господства тоталитарной школы в западной историографии господствовало мнение, что «лояльность граждан при советском режиме всё время была под вопросом» и основывалась лишь на страхе перед репрессивной мощью власти.
Помимо этого, советологи тоталитарной школы допускали безоговорочные сравнения Советского Союза с фашизмом Муссолини и нацистским режимом в Германии. Данная концепция отражала крайне политизированный период советологии в США и, одновременно с этим, лишала советологов возможности осуществлять действительно объективный анализ советского государства.
Существенной и важной особенностью советологии в этот, как и в более ранний период, являлось отсутствие открытой и достоверной как эмпирической, так и обобщённой информации — об обществе, экономике и народном хозяйстве, об устройстве и функционировании государственной и политической системы СССР. Внутри- и внешнеинформационную государственную политику СССР характеризовало наличие централизованной системной цензуры, секретности и целенаправленной дезинформации.
Большинство решений правящих страной аппарата ЦК КПСС и Правительства СССР имели гриф «секретно» (или «совершенно секретно»), статистическая информация таких государственных органов как Госплан, ЦСУ и других ведомств имели, как минимум, гриф «для служебного пользования». Текущие архивные фонды оставались закрытыми как для зарубежных исследователей, так и для большинства отечественных учёных.
Поэтому в советологии 1940-х — 1960-х годов основными каналами получения информации являлись журналистика (открытые печатные издания) и разведка, а в научном анализе информации важное значение имели вторичный анализ данных, метод «включённого наблюдения», метод экспертных оценок и другие. Аналогичный же подход применялся и к изучению других стран с закрытыми или тоталитарными режимами (КНР и КНДР). Также существенное значение для советологии тех лет имел так называемый «смоленский архив», попавший в США после Второй мировой войны.
Закрытость процесса принятия важнейших политических решений в эпоху Холодной войны высшим руководством страны привела к возникновению ещё одного направления исследований, являющегося частным ответвлением советологии — кремлинологии (то есть исследования сути, побуждений, принципов и методов принятия решений советской партийной и государственной верхушкой). В те годы понятия советология и кремлинология употреблялись зачастую в качестве синонимов.

### «Ревизионистский» этап советологии (середина 1960-х — середина 1980-х годов)
Следующий виток развития советологии был связан с появлением новой ревизионистской школы советологии, которые стали противовесом сторонников тоталитарной теории. Новая концепция начала завоёвывать популярность в американских академических кругах, начиная со второй половины 1960-х годов, что было вызвано как политическими событиями в самих США, так и «оттепелью» в СССР, сделав возможными поездки некоторых западных исследователей в страну, которую они изучают. Помимо этого, сильнейшее влияние на американских советологов оказал историк из Великобритании Э. Х. Карр, который был сторонником подчёркнуто беспристрастной оценки исторических событий, за что даже подвергался порицанию и обвинениям в сталинизме и троцкизме.
Ревизионисты обратились от политической жизни к изучению советского общества и экономики СССР, стараясь подвергнуть сомнению выводы тоталитарной школы. Одним из основных выводов ревизионистов был пересмотр оценок отношения населения к власти (например, что широкая народная поддержка Сталина и его политики была реальностью, а не пропагандистской иллюзией, поскольку режим выражал по крайней мере некоторые интересы рабочего класса). Ревизионисты также стали ставить задачу не только поиска различий между Советским Союзом и западными странами, но и сходств. Ревизионисты гораздо больше внимания уделяли социальному аспекту в исследованиях Советского Союза.
Кроме того, некоторые из них всерьёз занялись изучением периода НЭПа как реакции на кризис политики военного коммунизма, а также заинтересовались фигурой Ленина, которая привлекала меньше внимания в среде «тоталитаристов». Помимо этого, новые ревизионистские исследователи были убеждены, что НЭП был не просто временным ослаблением хватки тоталитарной машины, но реальной возможностью альтернативного развития государства, а в качестве альтернативы сталинизму некоторые исследователи предлагали рассматривать троцкизм, а также идеи Бухарина. В частности, новый подход проявился в книге Э. Карра «История Советской России», где автор пересмотрел традиционный для советологов того времени взгляд на Октябрьскую революцию, заявив, что она стала всё же актом воли широких масс населения, а не переворотом, организованным ограниченной группой лиц, подчеркнул созидательную роль В. И. Ленина, указал на неплодотворность сравнений советского режима с фашистским или нацистским, а также заявил о неадекватности идей тоталитарной школы реальному положению дел в СССР, называя классическую теорию тоталитарного режима лишь «идеальным типом».
Помимо этого, ревизионисты обратились и к исследованиям советского крестьянства, жизни которого не придавалось должного значения ранее. Так, один из зачинателей ревизионистской традиции, М. Левин, анализировал отношения между крестьянством и советской властью, указывая, что одной из причин насилия над крестьянами было тяготение последних к старым традициям общинного земледелия, их относительная инертность. Кроме того, он стремился опровергнуть господствовавшее в тот период мнение об идейной монолитности советской элиты и общества.
Если в конце 1960-х годов были заложены лишь предпосылки, хотя и весьма весомые, то в 1970-х — 1980-х годов ревизионистская школа стала доминирующей в советологии. В связи с внутриполитическими изменениями в СССР, со смертью Брежнева и приходом Горбачёва, советологи всё больше склонялись к тому, что единую линию развития тоталитарного режима, начиная от Ленина к Сталину и далее, провести невозможно. Политическая и социальная история Советского Союза оказалась противоречивой, намного более сложной, чем представляли себе «тоталитаристы». Кроме того, последовательно пересматривая тоталитаристскую концепцию, ревизионисты делали акцент на том, что приход к власти именно Сталина не был предопределён партийной номенклатурой, а стал возможен благодаря его личностным качествам вкупе с объективными историческими условиями. Более того, многие представители этой школы полагали, что советская элита в своей массе вовсе не была монолитной, внутри неё не существовало никакого «тоталитарного консенсуса», и действия Сталина признавались далеко не всеми.

### «Архивная революция» и распад СССР (середина 1980-х — начало 2000-х годов)
С приходом М. С. Горбачёва к власти как для западных советологов, так и для отечественных исследователей постепенно начали открываться партийные и государственные архивы с огромным количеством ранее засекреченной информации. В этот период произошло переопределение проблематики изучения советологии, она стала, с одной стороны, более исторически-ориентированной, так как вопрос текущего политического и идеологического противостояния постепенно переставал быть актуальным. Свой вклад в радикальное изменение советологии внёс и распад СССР. С одной стороны, это означало деполитизацию советологии и её превращение в более историческую и менее ангажированную, чем прежде, дисциплину. С другой стороны, стало возможным критически анализировать всю советологию в целом, пересмотру оценок стали подвергаться реальные результаты исследований, что ставило под сомнение успешность разработок в этой области в целом, ведь большинству советологов не удалось предсказать распад СССР. Это вызвало определённый кризис в советологии: распад СССР вызвал ожесточённую дискуссию в академической среде, так как одни учёные считали, что с крахом Советского Союза должно закономерно исчезнуть и само направление исследований, другие же полагали, что теперь советология должна была стать областью сугубо исторических изысканий.

## Историография СССР после 1991 года
Дальнейшее вовлечение архивных, устных и иных источников в научный оборот привело к появлению ряда «смешанных» исследователей: в частности, ряд постсоветских историков начал работать в западных университетах, а ряд западных — в постсоветских. Это привело к дальнейшему стиранию границ между школами как советологии, так и российской традиции исторической науки советского периода.
В это же время исследователи стали больше внимания уделять конкретным событиям в конкретных регионах Советского Союза, активно применять дискурс-анализ.
Луис Сигельбаум выделили шесть перспективных полей исследования современной советологии послесталинского СССР:
- сферы общественного и частного в СССР;
- потребление и материальную культуру;
- советское пространство как транснациональное или транскультурное;
- изучение миграции в СССР;
- изучение молодёжи и молодёжной культуры;
- отдельное рассмотрение брежневской эпохи[7].

## Характеристика советского строя в историографии

### Типология советского строя. Вопрос о «социалистичности» СССР
Имеется определённое разнообразие касательно типологии советского строя, что обусловлено рядом причин. Во-первых, существует необходимость включения СССР в формационную теорию, на что есть различные точки зрения. Во-вторых, это обусловлено необходимостью рефлексии историков о проблеме распада Советского Союза и тех факторов, что её вызвали, как в историческом, так и в концептуальном отношении.
В частности, одной из основных проблематик типизации СССР со стороны марксистских историков является проблема «социалистичности» Советского Союза: являлось ли советское государство примером построенного социализма или нет, и если являлось, то в каком отношении это было релевантно марксистской теории в целом. В рамках марксистских взглядов на советскую историю можно выделить шесть точек зрения:
- Консервативно-ортодоксальную, в историографии представлена советским и российским исследователем-марксистом Ричардом Косолаповым и рядом исследователей из РУСО (общества «Российские учёные социалистической ориентации»).

Эта позиция заключается в том, что СССР на пике своего развития (определяется он по-разному, но доминируют оценки, связанные с 1953–1985 годами) полностью являлся социалистическим государством, в чём также, по их мнению, совершенно соответствовал классической марксистской теории в этом отношении. Хотя и не во всём, но во многом подобный подход наследует официальную советскую традицию апологии советского режима, хотя, как правило, более поздние периоды СССР (чаще — «оттепель» и «Перестройка», реже «застой») подвергаются критике за отход от социализма. Помимо России, такая позиция зачастую представлена в марксистской традиции азиатских стран.
- Восприятие СССР как раннего социалистического проекта. Такая позиция характерна для Бориса Курашвили, Алексея Пригарина, Бориса Славина, Бориса Кагарлицкого[10].

Обычно в этом контексте успехи социалистического проекта в Советском Союзе относят к периоду «оттепели», реже — «перестройки», подчёркивая демократичные и потенциально инклюзивные особенности социалистического общества в СССР, а сталинизм в рамках этого рассматривался как историческая аномалия либо же характерный для периода войны излишне мобилизационный режим.
- Рассмотрение социализма XX века в целом и советского социализа в частности как мутации социализма по Марксу, в котором было мало оснований для построения подлинно демократического общества (неграмотное крестьянство, отсталое производство и др.). Эта позиция представлена частью коллектива вокруг журнала «Альтернативы» (Александр Бузгалин, Андрей Колганов, Людмила Булавка-Бузгалина и др.).
- Схожая с позицией «мутантного социализма» также есть у последователей критической традиции Льва Троцкого. Она заключается в том, что СССР был деформированным рабочим государством с бюрократическими извращениями, центральная роль в деструктивных явлениях в системе отводится Сталину и бюрократической прослойке населения. В частности, эта позиция близка российскому исследователю Александру Резнику[11].
- Взгляд другой части троцкистской традиции, следующей от Тони Клиффа, значительно более радикален и основан на убеждении, что СССР — заведомо враждебное государственно-капиталистическое общество. В современной России подобная позиция активно представлена Г. Г. Водолазовым[12].
- В шестую марксистскую позицию можно отнести взгляд Виталия Сарабеева: он не признаёт СССР социалистическим государством, считает, что Сталин переоценил потенциал развития строя, но при этом не возлагает ни на кого вину за это, считая это контекстуальным проявлением исторического оптимизма советских партийных лидеров[13].